# Chaenocephalus aceratus
Chaenocephalus aceratus är en fiskart som först beskrevs av Einar Lönnberg, 1906.  Chaenocephalus aceratus ingår i släktet Chaenocephalus och familjen Channichthyidae. Inga underarter finns listade i Catalogue of Life.